# 待ちきれなくて…
「待ちきれなくて…」(Can't Hardly Wait)は、1998年製作のアメリカ映画である。ハリー・エルフォントとデボラ・カプランの共同監督・脚本。当時の若手スター競演の、青春映画の佳作である。

## ストーリー
舞台はロサンゼルス。クラスメイトの家で高校の卒業パーティーが催されることになり、それぞれの思惑を胸に、ティーンエイジャーたちが集まってきた。プレストンは一度も話をしたことのないアマンダに恋をしていた。アマンダはスポーツマンのマイクと別れたばかり。デニースは行くつもりはなかったが、親友のプレストンにせがまれて渋々ついて行った。ラッパー崩れのケニーは、なんとかその夜に初体験を済まそうと意気込んでいる。いじめられっ子だったウィリアムは、いじめの張本人であるマイクへの復讐に燃えていた。

## キャスト
※括弧内は日本語吹替
- アマンダ・ベケット - ジェニファー・ラブ・ヒューイット（小林優子）
- プレストン・マイヤーズ - イーサン・エンブリー（宮本充）
- デニース・フレミング - ローレン・アンブローズ（麻生まどか）
- ケニー・フィッシャー - セス・グリーン（高木渉）
- ウィリアム・リヒター - チャーリー・コスモ（鳥海勝美）
- マイク・デクスター - ピーター・ファシネリ（子安武人）
- ジャナ - クレア・デュヴァル
- 運動選手 - フレディ・ロドリゲス
- スイカ男 - ジェイソン・シーゲル
- セルマ・ブレア
- ジェイミー・プレスリー
- タマラ・ジョーンズ
- エンジェル - ジェナ・エルフマン（クレジットなし）
- トリップ・マクニーリー - ジェリー・オコンネル（クレジットなし）